# Spinnengift und Krötenschleim
Spinnengift und Krötenschleim ist ein Kinderspiel des Spieleautors Klaus Teuber. Das Spiel für zwei bis vier Spieler ab sechs Jahren dauert etwa 20 bis 30 Minuten pro Runde. Es ist im Jahr 2012 bei Kosmos Spiele erschienen und wurde für den Kritikerpreis Kinderspiel des Jahres 2012 nominiert.

## Thema und Ausstattung
Bei dem Spiel geht es darum, in einer Hexenküche Zaubertränke zu brauen und die notwendigen Zutaten zu sammeln. Der Inhalt der Spieleschachtel besteht neben der Spielanleitung aus:
- einem Spielplan
- 25 Zauberchips
- vier Spielfiguren (Hexen)
- sieben Ungeheuer
- einem Würfel mit Zutatensymbolen
- 23 Zutatenkärtchen, davon 5 Kobolde
- 42 Hexenorden
- einem Zauberkessel mit Abdeckung

## Spielweise
Zur Spielvorbereitung werden die Zauberchips auf dem Spielplan verteilt, danach werden die Zutatenkärtchen gemischt und verdeckt um den Spielplan herum ausgelegt. Die Spieler wählen jeweils eine Farbe und bekommen die entsprechenden Spielfiguren, die sie neben einen beliebigen Zauberchip mit nur einem Loch stellen, wobei bei jedem Chip nur eine Figur stehen darf. Die Hexenorden werden in vier Stapeln auf den Ecken des Spielplans verteilt, die Ungeheuer und der Zauberkessel kommen neben den Spielplan. Eines der Ungeheuer kommt kopfüber in den Kessel, der danach abgedeckt wird.
Zum Spielstart dreht der Startspieler 10 der verdeckten Karten um und lässt alle Mitspieler sehen, welche Motive sie zeigen. Danach werden sie wieder verdeckt und die Spieler beginnen reihum mit ihren Zügen. Dabei versuchen die Spieler jeweils, die Zauberchips zu gewinnen. Dafür müssen sie ein bis fünf korrekte Zutatenkärtchen entsprechend der Anzahl der Löcher auf den Chips aufdecken. Die gewünschten Zutaten werden jeweils einzeln gewürfelt, danach kann der Spieler je eine Karte aufdecken. Entspricht das Symbol der aufgedeckten Karte dem Würfelsymbol, und braucht der Spieler nur eine Zutat, kann er den Chip nehmen. Bei Zauberchips mit mehreren Löchern oder dem fünfzackigen Stern (5 Zutaten) muss er weitere Male würfeln und aufdecken. Bei einer falschen Zutat endet der Zug. Deckt der Spieler den frechen Kobold auf, endet der Zug und alle anderen Spieler dürfen sich einen Hexenorden nehmen. Gelingt es ihm dagegen, alle Zutaten zu finden, bekommt der Spieler einen Hexenorden vom Spielrand und darf den Zauberchip in den Kessel stecken; bei dem fünfzackigen Stern bekommt er sogar zwei Hexenorden. Bei einer nicht festen Anzahl von Chips fällt nach dem Einstecken das Ungeheuer aus dem Kessel, es darf von dem Spieler genommen werden; danach kommt ein neues Ungeheuer in den Kessel. Am Ende eines Zuges werden alle offen liegenden Zutaten wieder umgedreht. Statt die Zutaten für einen Chip zu sammeln, kann ein Spieler auch wählen, seine Figur entlang der Wege ein oder zwei Felder auf dem Spielplan zu ziehen. Zwei Felder dürfen gezogen werden, wenn dabei ein leeres Feld übersprungen wird. Dabei dürfen auch mehrere Hexen an einem Feld stehen bleiben. Endet der Zug neben einem Feld mit Spielchip, kann der Spieler wie beschrieben darum spielen. Endet er dagegen an einem Feld ohne Spielchip, endet der Zug.
Das Spiel endet, wenn das siebte Ungeheuer geschaffen wurde, also aus dem Kessel fällt. Wenn nach einem Zug nur noch zwei Spielchips auf dem Spielplan liegen, endet das Spiel ebenfalls. In beiden Fällen zählen die Spieler ihre Hexenorden und Ungeheuer, wobei jeder Orden und jedes Ungeheuer je einen Punkt zählt. Gewinner ist derjenige, der die meisten Punkte hat, bei Gleichstand gewinnt der Spieler mit den meisten Ungeheuern.

## Ausgaben und Rezeption
Das Spiel Spinnengift und Krötenschleim wurde 2012 von Klaus Teuber auf der Basis des von ihm bereits 1998 entwickelten Spiels Hallo Dachs! entwickelt. Es wurde für den Kritikerpreis Kinderspiel des Jahres 2012 nominiert, unterlag jedoch gegen das Spiel Schnappt Hubi! von Steffen Bogen. Im gleichen Jahr erhielt das Spiel den Spielegrafikpreis Graf Ludo.

## Belege
1. 1 2 3 4  Spielanleitung Spinnengift und Krötenschleim